# Sehnsucht
Sehnsucht е вторият студиен албум на немската индъстриъл метъл група Rammstein. Той излиза на 25 август 1997 година. Албумът излиза с шест различни обложки, по една за всеки член на бандата.

## Песни

### Стандартен компакт диск
1. Sehnsucht (Копнеж) – 04:06
2. Engel (Ангел) – 4:26
3. Tier (Животно) – 3:49
4. Bestrafe mich (Накажи ме) – 3:37
5. Du hast (Ти имаш) – 3:57
6. "Bück dich" (Наведи се) – 3:24
7. Spiel mit mir (Играй с мен) 4:45
8. Klavier (Пиано) – 4:26
9. Alter Mann (Старец) – 4:26
10. Eifersucht (Ревност) – 3:37
11. "Küss mich (Fellfrosch)" (Целуни ме (жабешка кожа)) – 3:29

### Допълнителни песни
В зависимост от държавата, в която се закупува албумът, следващите песни могат да бъдат бонус след 11-а песен:
- Английските версии на Du hast и Engel.
- Английският вариант на Stripped.
- "Du riechst so gut '98".
- Сингълът Asche zu Asche като втори компакт диск.

## Сингли
Single-Auskopplungen mit Videos
- "Engel" (1997)
- Du hast (1997)